# Mlomp Haer
Mlomp Haer est un village du Sénégal situé en Basse-Casamance. Il fait partie de la communauté rurale de Mlomp, dans l'arrondissement de Loudia Ouoloff, le département de Oussouye et la région de Ziguinchor.
Lors du dernier recensement (2002), le village comptait 356 habitants et 50 ménages.